# Mine antipersonnel

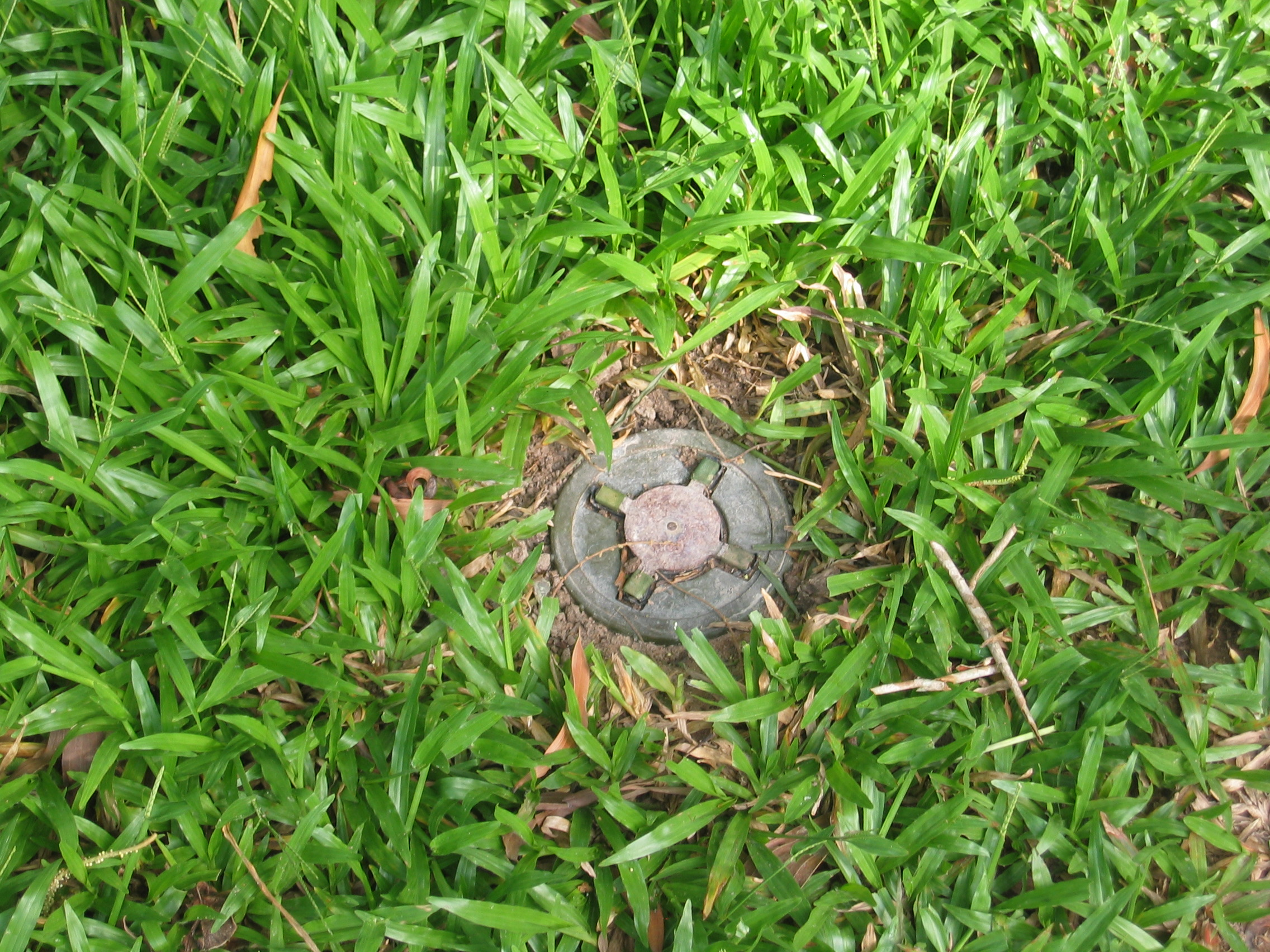
Mine antipersonnel au Cambodge

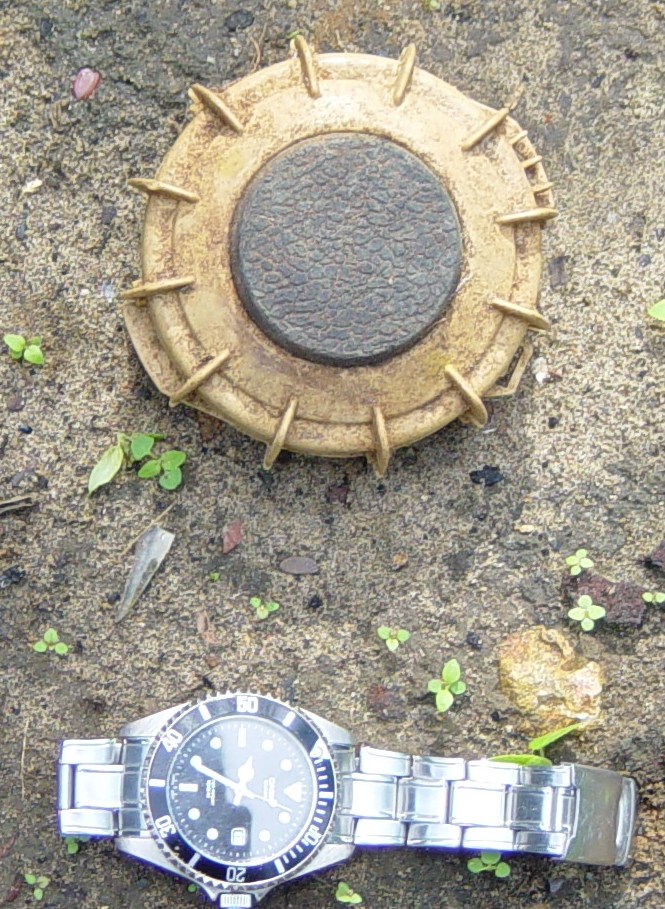
Mine VS-50

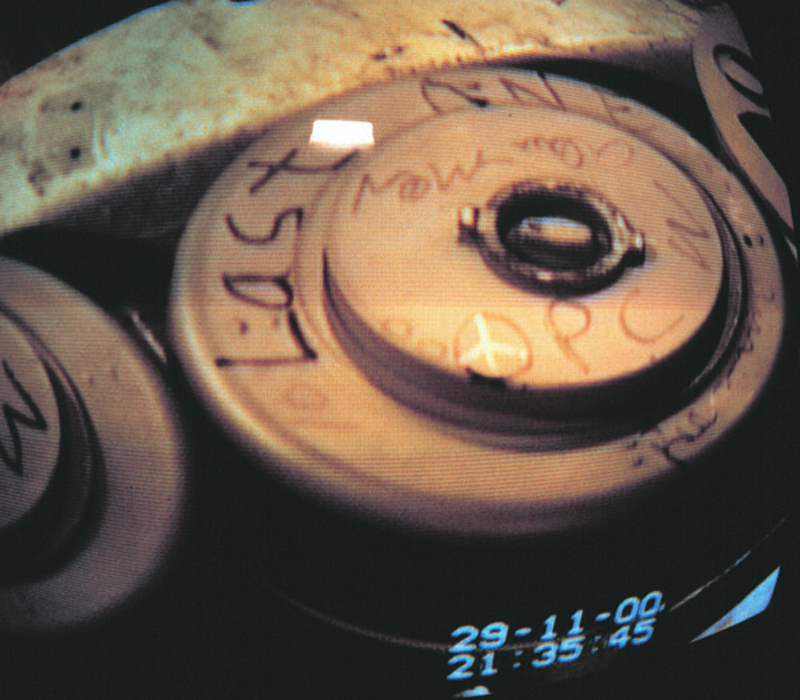
Image d’une vidéo montrant une mine chimique M23 remplie de VX (agent innervant).

Une mine antipersonnel ou mine terrestre antipersonnel (APL) est une forme de mine conçue pour être utilisée contre les humains, comme par opposition à une mine antichar, qui cible les véhicules. Les APL sont classées en « mines à effet de souffle » et « mines à fragmentation » ; cette dernière peut être ou non une mine limitrophe.

## Description
Les APL sont souvent conçus pour blesser et mutiler, et non pour tuer, leurs victimes afin de submerger le système de soutien logistique (principalement médical) des forces ennemies qui les rencontrent. Certains types d’APL peuvent également endommager les chenilles des véhicules blindés ou les pneus des véhicules à roues.
La Campagne internationale pour interdire les mines terrestres a cherché à interdire les mines et à détruire leurs stocks. À cette fin, il a introduit en 1997 le Traité d'Ottawa, qui a été refusé par plus de 30 États et n'a pas garanti la protection des citoyens contre les APL posés par des groupes armés non étatiques.

## Mines antipersonnel à charge dirigée

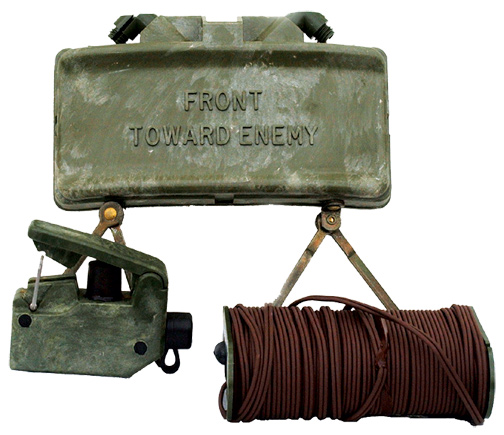
M18A1 Claymore

La M18A1 Claymore, largement utilisée durant la guerre du Viêt-Nam, est le précurseur des mines antipersonnel à charge dirigée.

## Galerie d'illustrations

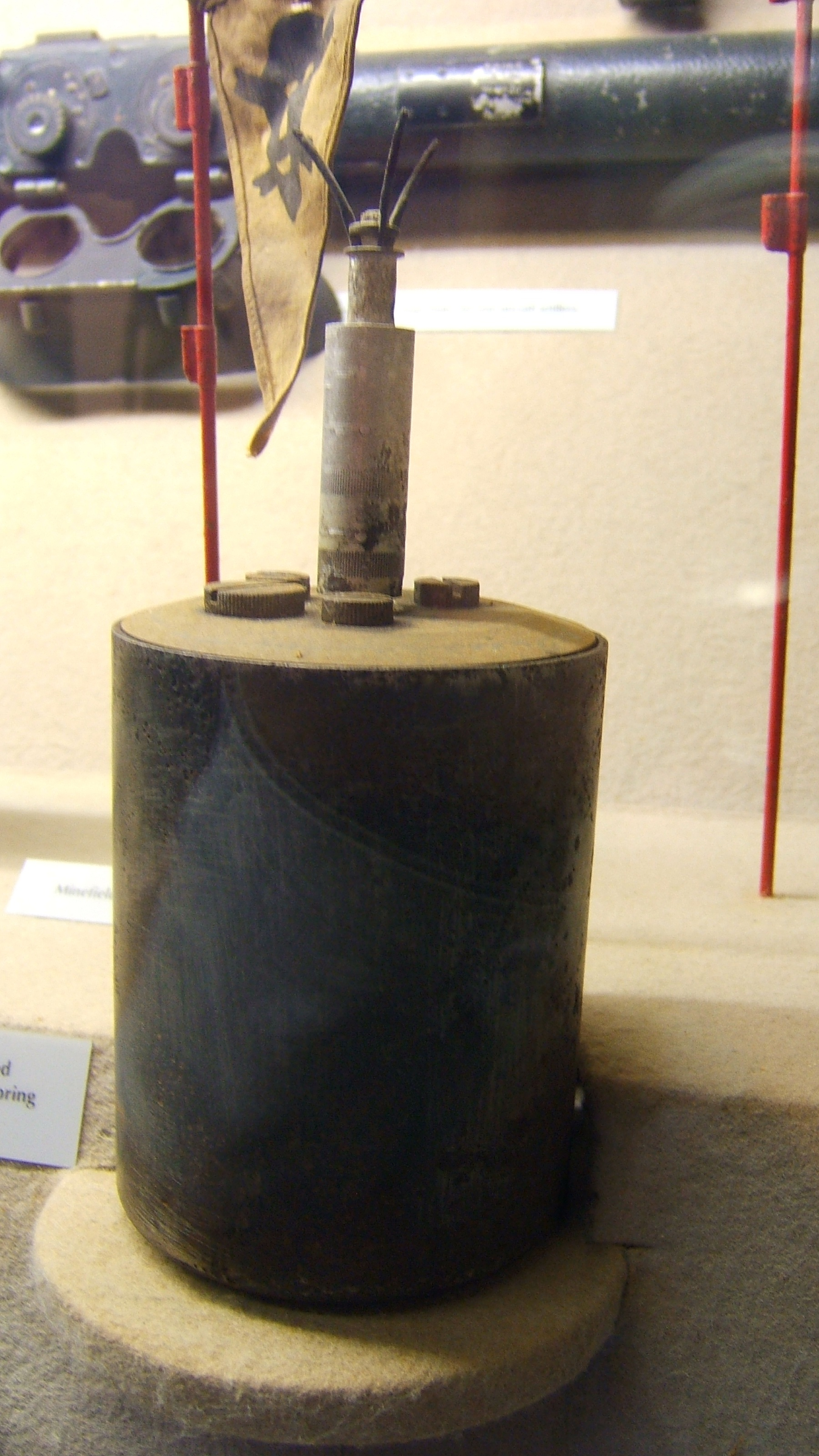
Mine bondissante (S-Mine).
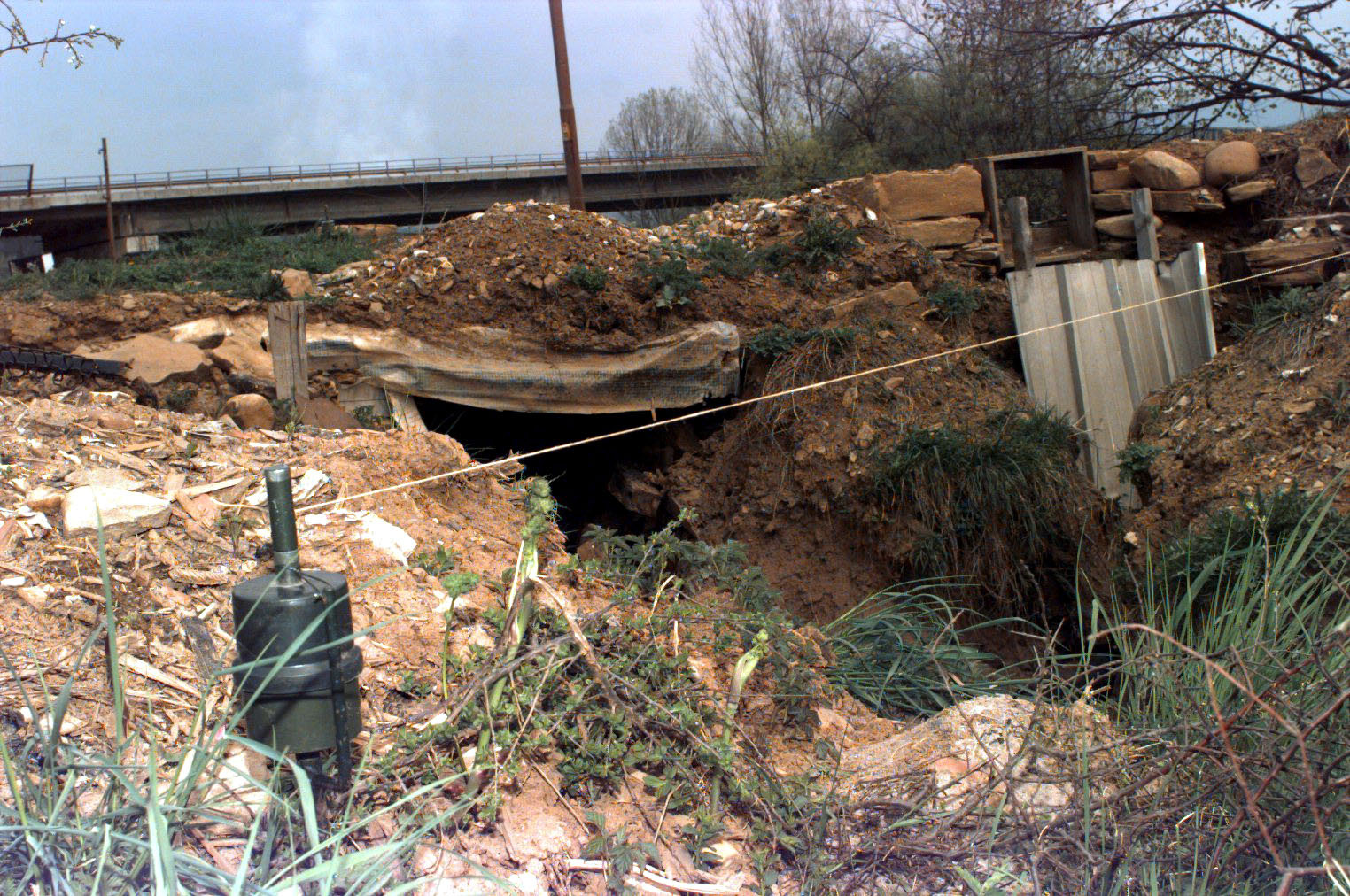
Mine IMP (Balkans, 1996).
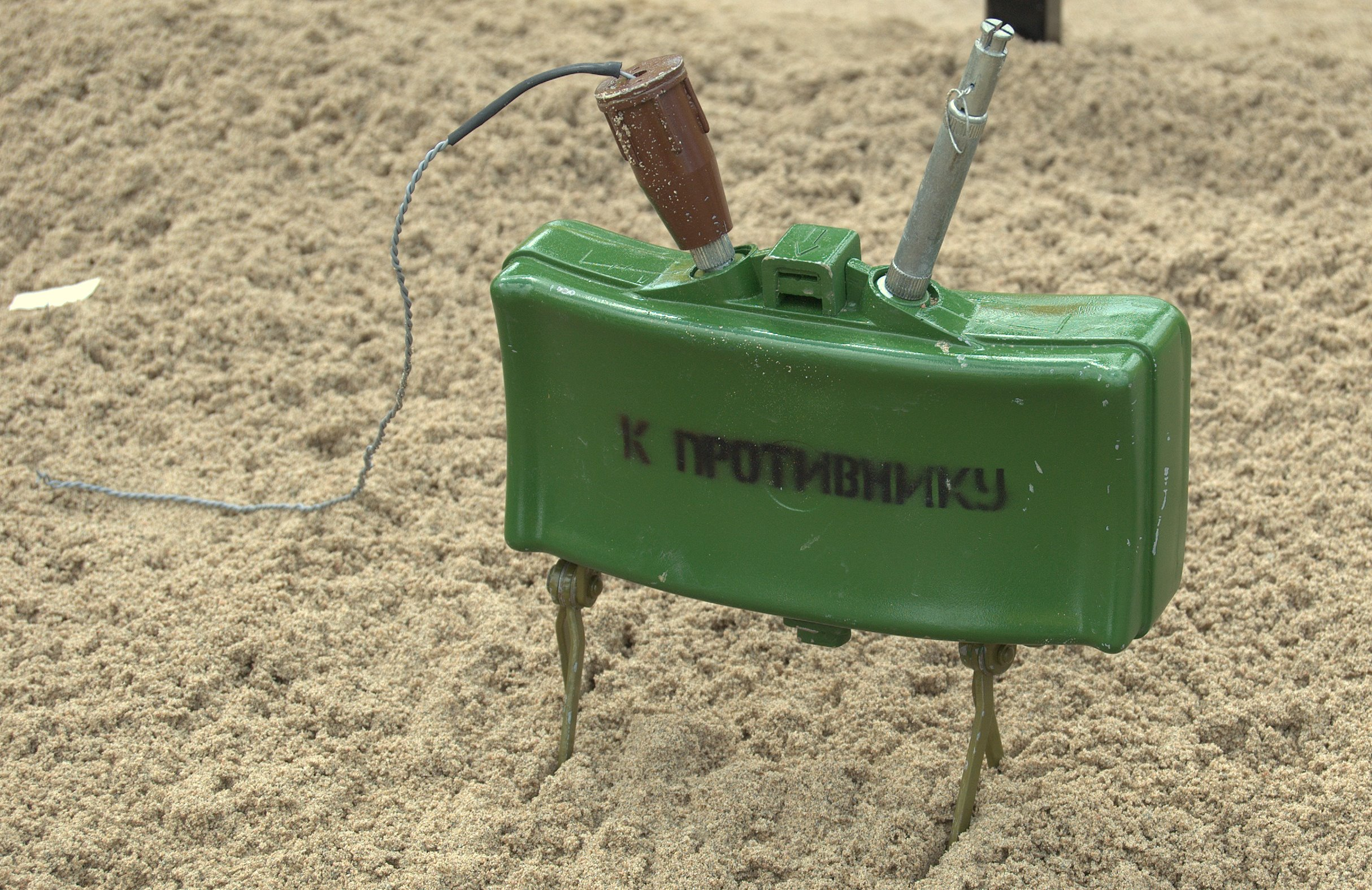
Mine à charge dirigée - MON-50.
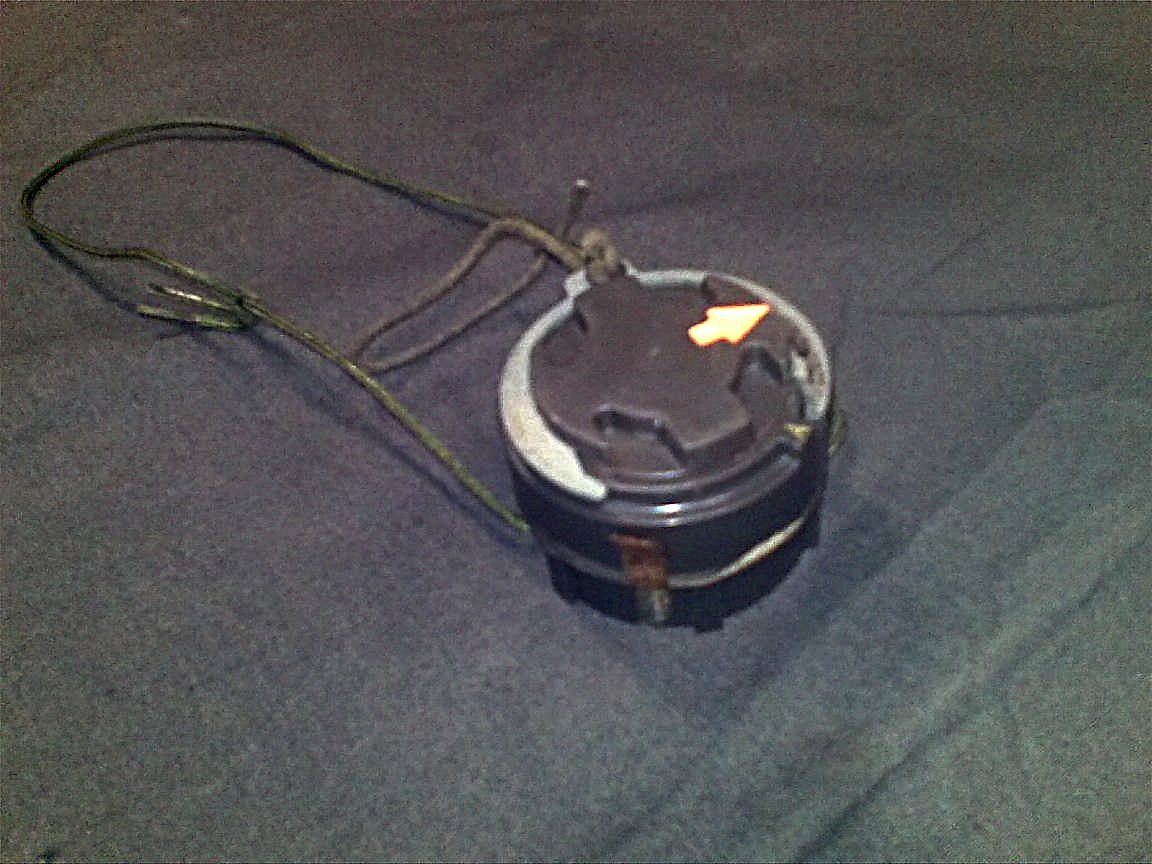
M14 (mine terrestre).
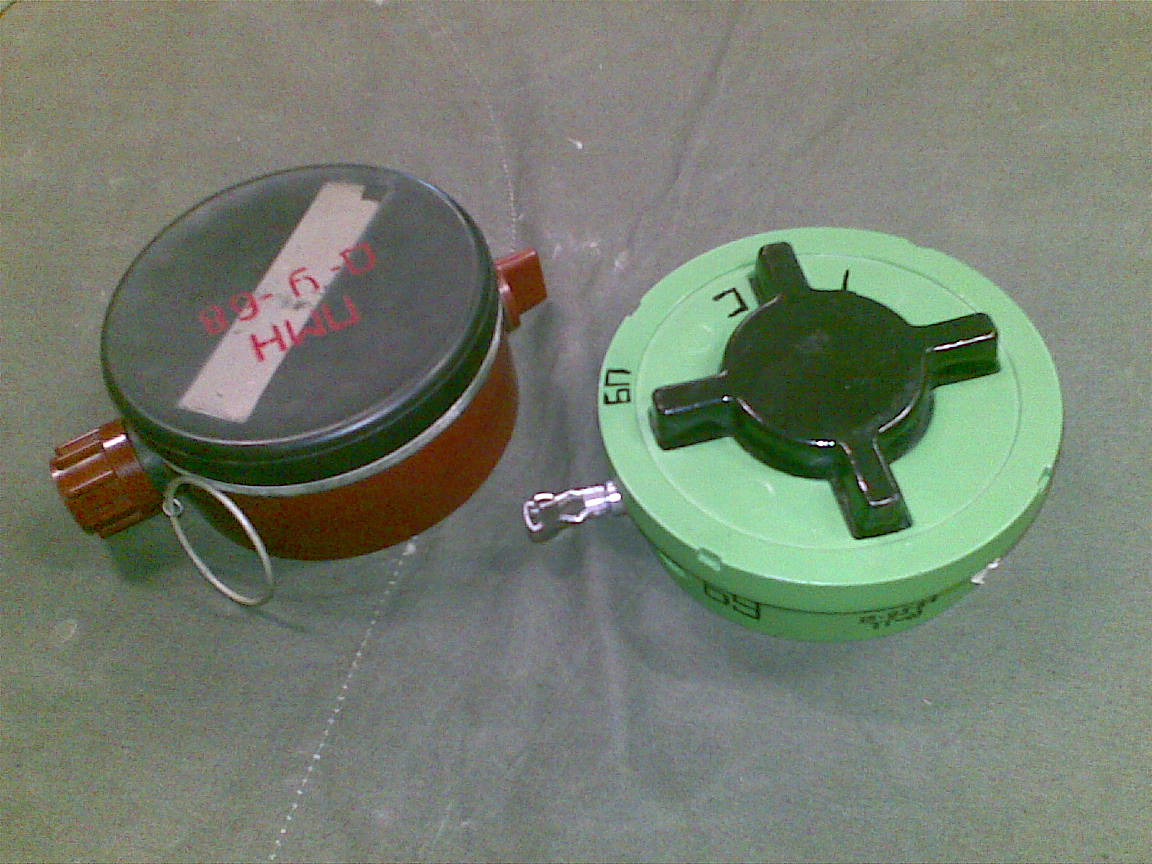
PMN1 and PMN2.
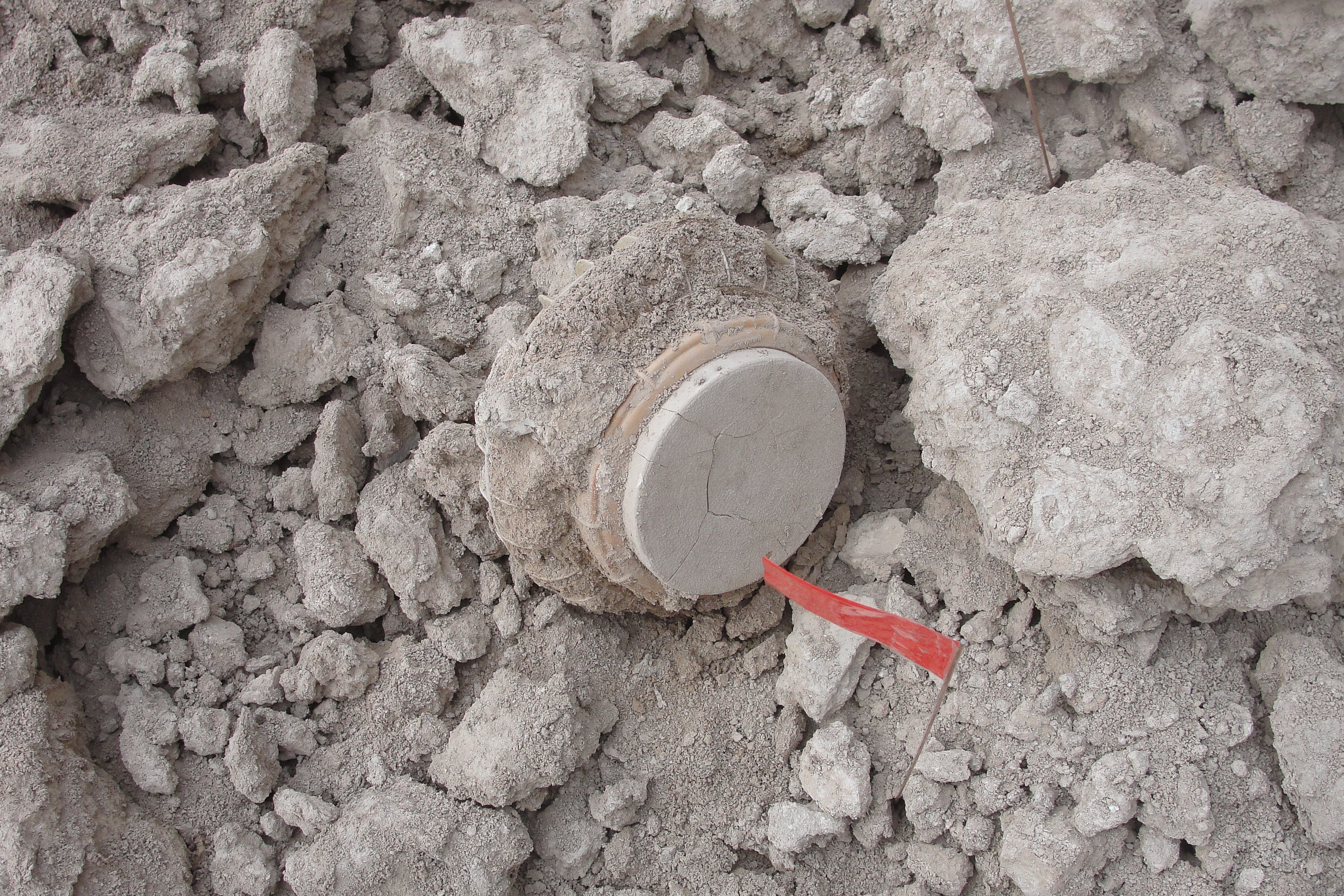
Mine à effet de souffle, TS-50.
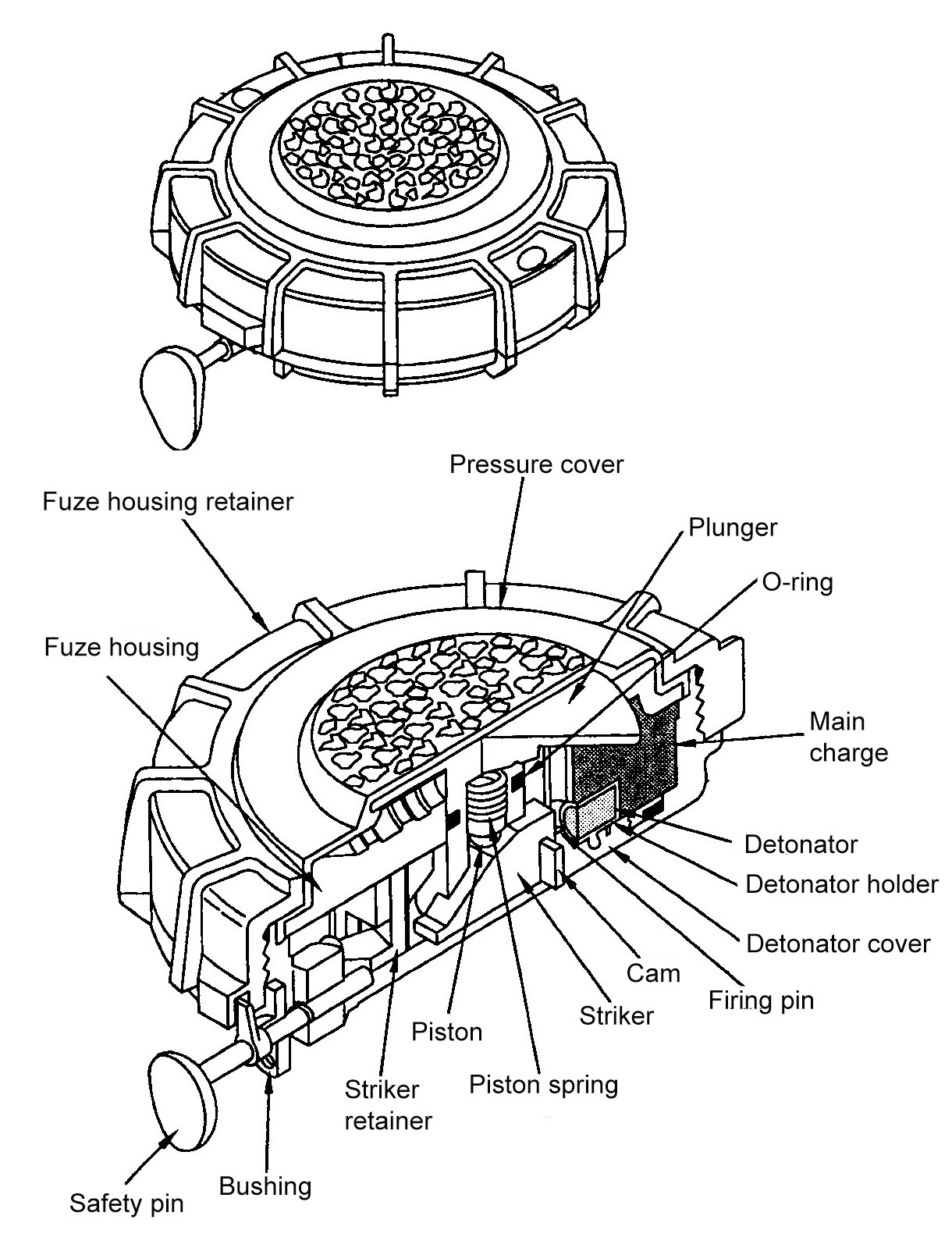
VS-MK2.
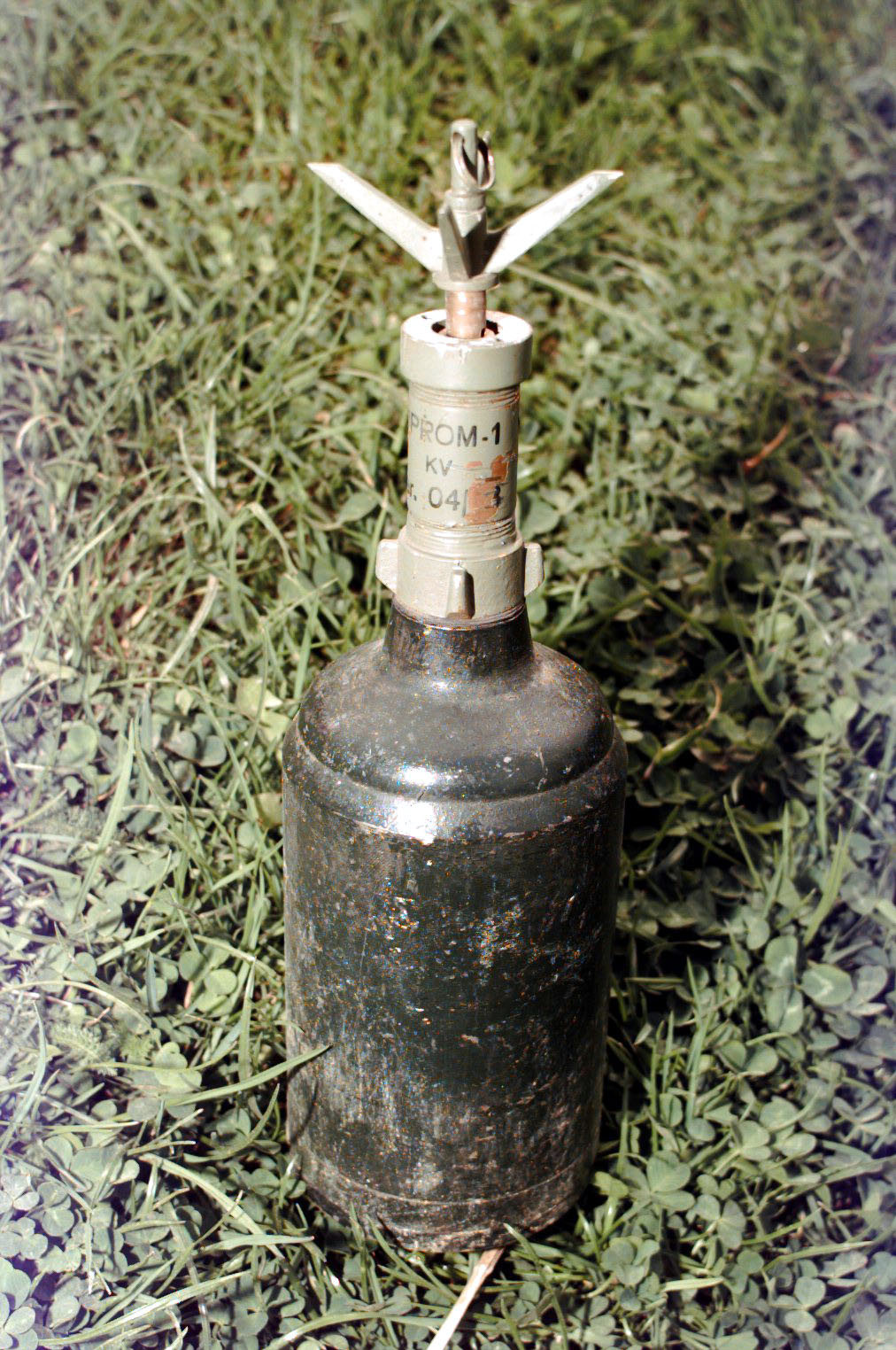
PROM-1.